# Ferme au colombier
La ferme au colombier est une ferme située à Néron dans le département français d'Eure-et-Loir, en région Centre-Val de Loire.

## Historique et description
Cette ferme est issue des anciens communs du prieuré, aujourd'hui église Saint-Léger.
La ferme est composée de deux corps de bâtiments de hauteur différente, reliés en leur angle par une tourelle. 

## Protection
Elle est inscrite au titre de monument historique depuis 1977. Un nouvel arrêté d'inscription du 1er juin 2023 se substitue au précédent arrêté en le séparant de l'inscription de l'église attenante.

## Aujourd'hui
Cette ferme, qui pratique l'agriculture biologique, ouvre ses portes et présente ses produits le samedi de 10 h à 12 h 30 et de 14 h à 18 h.

## Galerie

La ferme au colombier
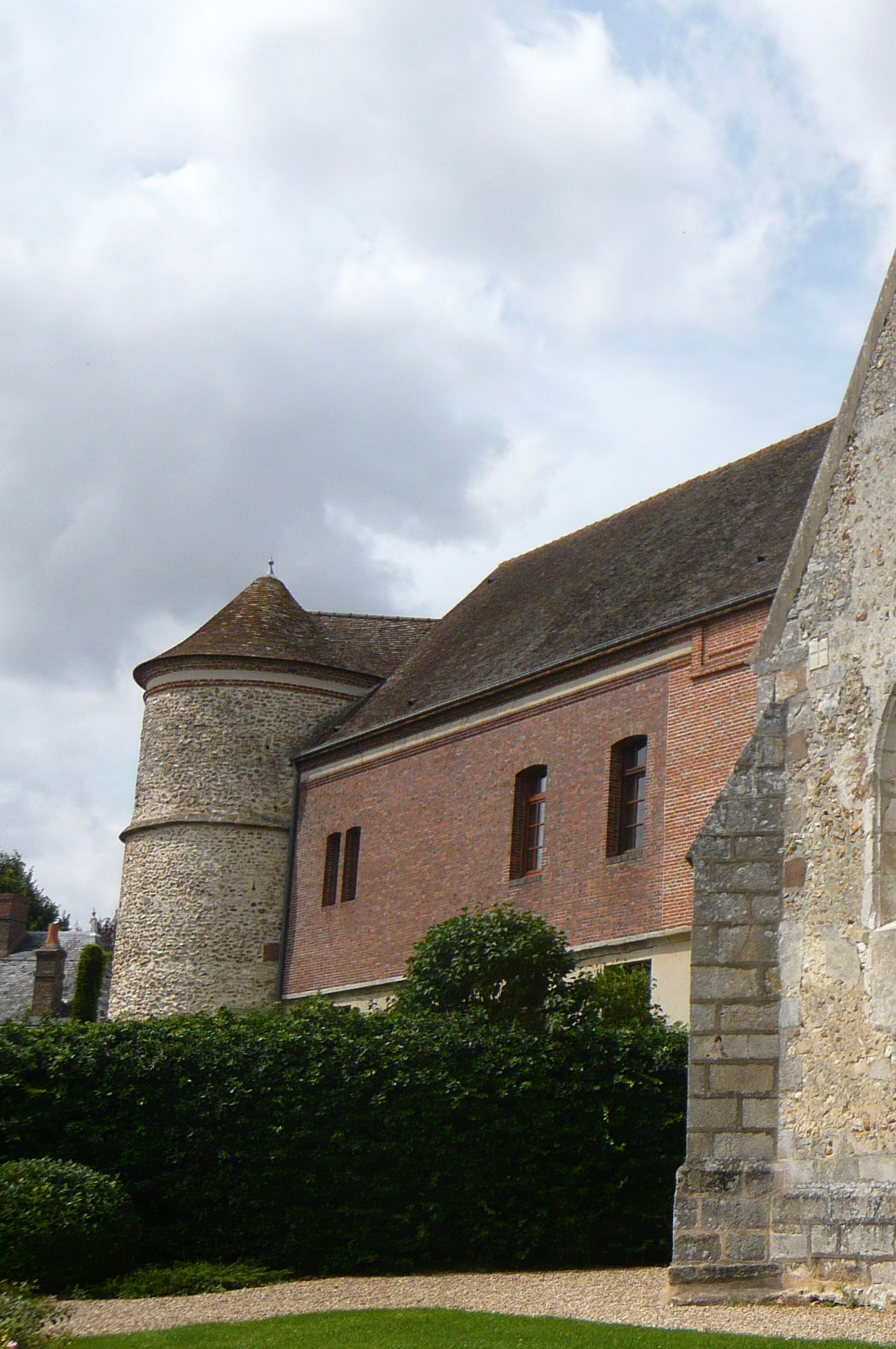
Façade sur rue de la ferme en pierre et brique.
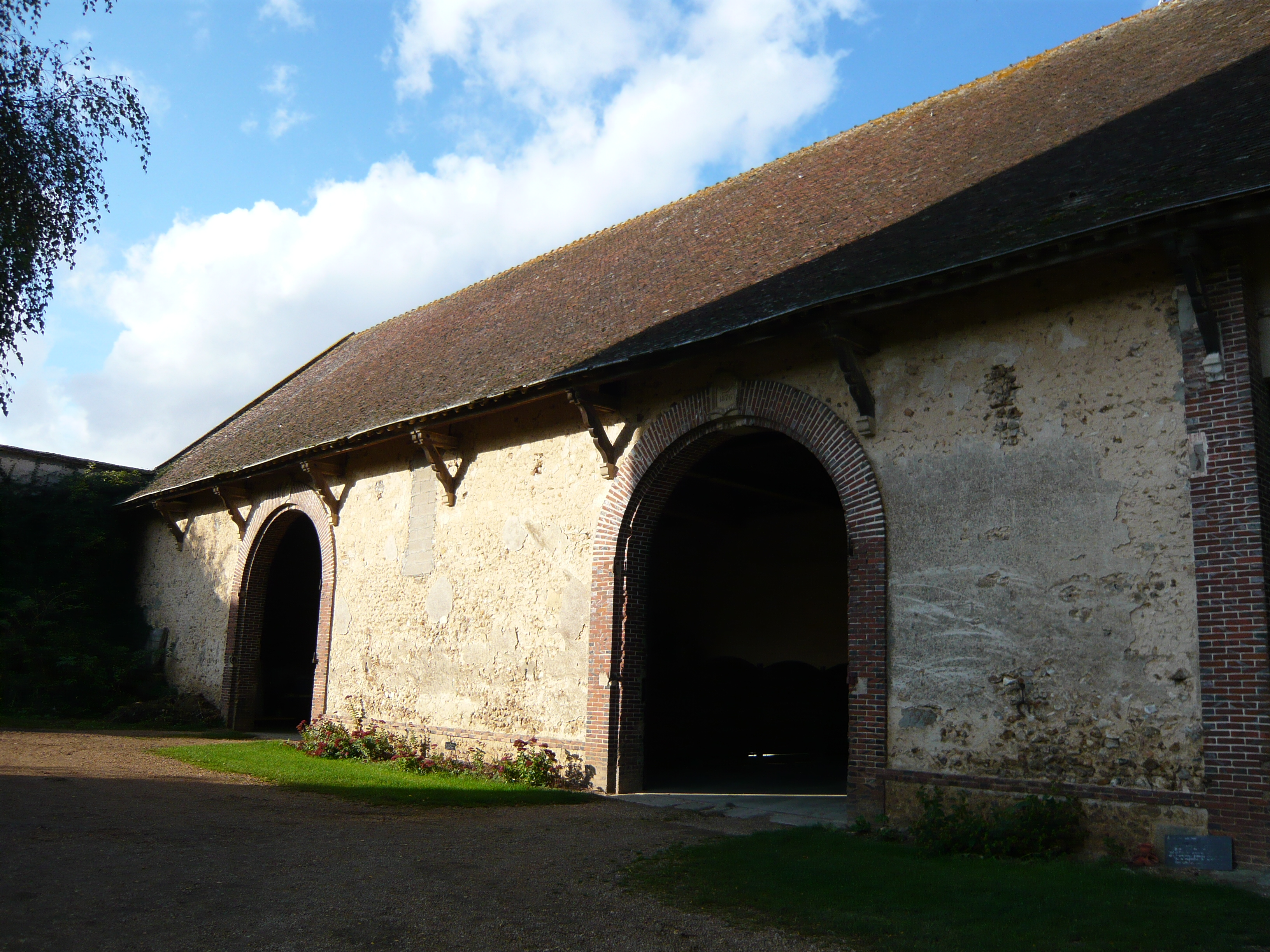
Bâtiments datés de 1876.
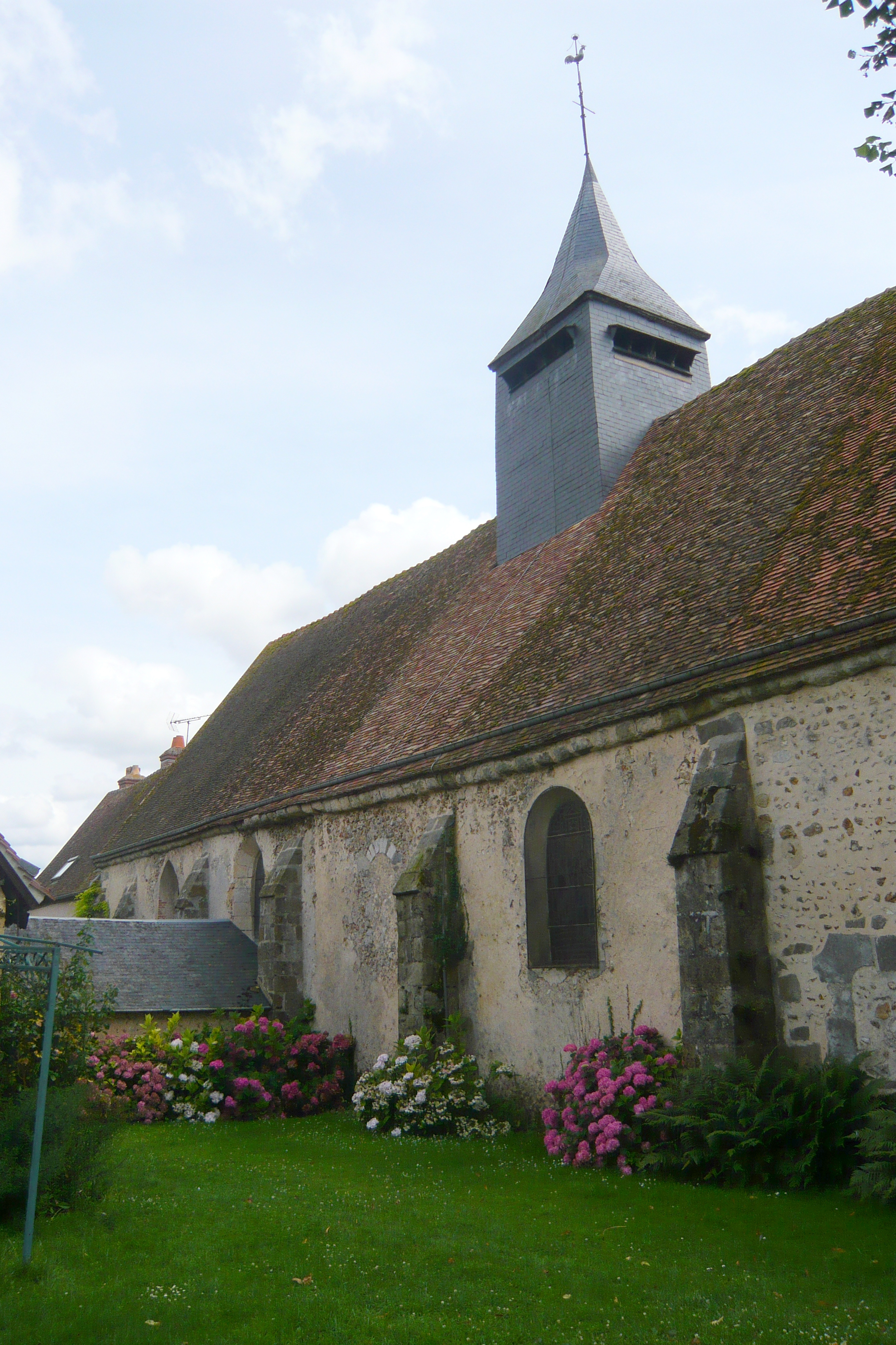
Cour de la ferme avec vue sur façade nord de l'église.